# 4690 Strasbourg
A 4690 Strasbourg (ideiglenes jelöléssel 1983 AJ) egy kisbolygó a Naprendszerben. Brian A. Skiff fedezte fel 1983. január 9-én.